# Sue Thomas
Sue Thomas (* 24. Mai 1950 in Boardman, Ohio, USA; † 13. Dezember 2022 ebenda) war die erste gehörlose Frau, die als verdeckte Ermittlerin für das FBI arbeitete und mittels Lippenlesen Verdächtige observierte.

## Leben und Bildung
Sue Thomas wurde als Hörende geboren, verlor aber im Alter von 18 Monaten ihr Gehör. Eine ausreichende Erklärung für das Ertauben ist bislang nicht bekannt.
Thomas wurde eine ausgezeichnete Lippenleserin und lernte die amerikanische Gebärdensprache. Sprachtherapeuten halfen ihr bei der Stimmentwicklung und sie lernte Sprechen.
Sue war das einzige gehörlose Kind in ihrem Schulbezirk und wurde von ihren Lehrern missverstanden. Obwohl sie in der ersten Reihe saß, so dass sie von den Lippen ihrer Lehrer lesen konnte, entging ihr vieles von dem, was im Klassenzimmer vor sich ging. Die Kinder schikanierten sie in den Gängen und auf den Spielplätzen.
Im Alter von sieben Jahren wurde sie mit Hilfe der Trainer als Freestyle-Eiskunstläuferin jüngste Staatsmeisterin Ohios in der Geschichte dieses Sports.
Aber ungeachtet aller Schwierigkeiten in der Schule, absolvierte Thomas das Springfield College in Massachusetts und graduierte in Politikwissenschaft und Internationalen Beziehungen.

## Werdegang beim FBI
Nach Monaten der Arbeitssuche erfuhr Sue Thomas davon, dass das FBI gehörlose Menschen suchte.
Nachdem sie zuerst in einer Abteilung zur Analyse von Fingerabdrücken gearbeitet hatte, fühlte sie sich schnell unterfordert.
Sie überzeugte ihre Vorgesetzten von ihren exzellenten Lippenlese-Fähigkeiten und wirkte schließlich an der Seite von Special Agent Jack Hogan, der ihre Einsatzmöglichkeiten mitentdeckte, an verdeckten Ermittlungen mit. Besonders waren ihre Fähigkeiten gefragt, wenn moderne Abhörtechnik bei der Observation von Verdächtigen nichts ausrichten konnte.
Thomas arbeitete an Fällen von Wirtschaftskriminalität, Drogenhandel und korrupten Regierungsbeamten, aber die FBI-Regeln untersagten jede weitere Veröffentlichung.
Thomas arbeitete vier Jahre, von 1979 bis 1983, beim FBI.

## Fernsehen
1990 schrieb Sue Thomas ihre Autobiografie mit dem Titel Silent Night, welche die Grundlage für die später folgende Fernsehserie war.
2002 startete die Fernsehserie Sue Thomas: F.B.I. (Originaltitel: Sue Thomas FBEye) im Pax TV network. Die wöchentlich ausgestrahlte Serie, von Dave Alan Johnson und Gary R. Johnson geschrieben und angeregt durch Thomas’ einzigartige Arbeit für das FBI, sorgte auch für mehr Bewusstsein über das Leben und die Möglichkeiten vom Menschen mit körperlichen Behinderungen.
Die Schauspielerin Deanne Bray, selbst gehörlos, spielte die Hauptrolle frei nach der Vorlage und den Erfahrungen der realen Sue Thomas. Zu ihren besten Zeiten erreichte die Serie mehr als 2,5 Millionen Zuschauer in den Vereinigten Staaten und wurde in 62 Ländern gezeigt. Sue Thomas’ Hund Levi ihr „tierisches Ersatz-Ohr“ wurde in der Serie ebenfalls von einem Golden Retriever mit Namen Jesse dargestellt.
Seit Oktober 2009 sind die Official Sue Thomas: F.B.Eye DVD-s erhältlich.

## Multiple Sklerose
Im Jahr 2001 bemerkte Thomas während eines öffentlichen Auftrittes in Dallas eine kriechende Taubheit von ihren Fingern bis zum Kopf. Sie absolvierte ihre Rede vor 10.000 Zuhörern, bevor sie in die Notaufnahme kam. Die Diagnose und das Leben mit Multipler Sklerose wurde zur größten Herausforderung für Sue Thomas.
Bei einem Online-Posting auf der Website der National Multiple Sclerosis Society schrieb sie: „Das Kämpfen ist Verschwendung von wertvoller Kraft“ und „nur wenn ich die MS annehme, lerne ich die größte Lektion des Lebens.“
Von 2002 bis 2007 war Sue Thomas MS-Botschafterin der amerikanischen National Multiple Sclerosis Society, und ist seitdem sogenannter MS Warrior.

## Levi Foundation
Thomas ließ sich in mit ihrem speziell ausgebildetem Hund Katie, der im Mai 2012 im Alter von neun Jahren verstarb, in Vermont nieder. Aufgrund ihrer Erfahrung plante sie ein Hunde-Schulungszentrums namen The Levi Foundation zu errichten.